# Isaac Emokpae

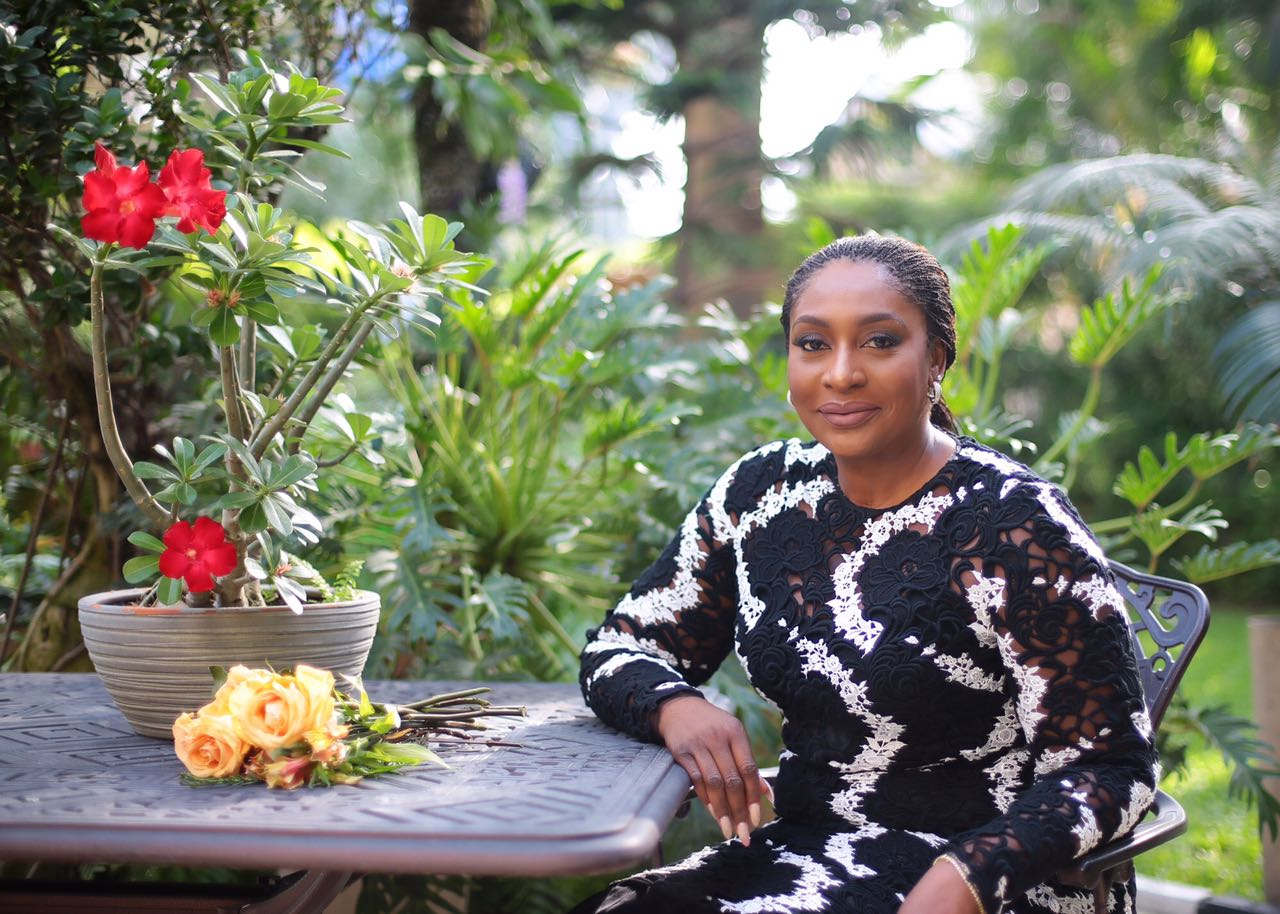
Isaac Emokpae: Ego Bayo

Isaac Emokpae (narozen jako Isaac Iken Ismahil Ọláminíyì Erhabor Ogieva Emokpae 5. listopadu 1977) je nigerijský vizuální umělec, malíř a fotograf. Jeho dílo je definováno dualitou a je známé svými expresionistickými a surrealistickými rysy.

## Životopis a dílo
Emokpae má bakalářský titul v oboru kreativní umění na Lagoské univerzitě (2005), kde studoval pod vedením profesora Abayomi Barbera, ale na nigerijské kreativní scéně se prosadil nejprve jako fotograf. Chvíli pracoval jako módní a žurnalistický fotograf, čímž se v tomto oboru výrazně prosadil, že byl kdysi považován za „veterána“. Jeho fotografie byly mimo jiné použity v časopise Forbes.
Jeho obrazy a výtvarné umění jsou zvláštní svým zaměřením na dualitu a jejich kořenem je styl abstraktního expresionismu. Jeho práce byly vystavovány v Nigérii a po celém světě.
Emokpae je třetím synem Erhabora Emokpae, významného nigerijského malíře a sochaře, populárně považovaného za jednoho z průkopníků moderního umění v Nigérii. Stejně jako jeho otec, Emokpae silně „spojuje svou poetickou hloubku s uměleckým talentem“.
Inspiruje se filozofií Leibnize, Descarta a Santayany.

## Vybrané výstavy
- Transparent - Rele Art Gallery, Onikan, Lagos (2017)[11]
- Strip – Rele Art Gallery, Onikan, Lagos (2015)[12]
- Dualita – The Wheat Baker, Ikoyi, Lagos (2014)[13][2]
- Rekonstrukce naruby - Galerie Omenka, Ikoyi, Lagos (2010)
- Genesis (samostatná výstava), Terra Kulture, VI, Lagos (2005)
- Signs of the Times, Didi Museum, Lagos – (2000), Salon Event, Bungalov, VI, Lagos (2004)
- Abayomi Barber čestná výstava (skupinová výstava) na Filozofické fakultě Lagoské univerzity, Nigérie (2002)
- CCIC VI Artists (Skupinová výstava) v Didi Museum, Lagos, Nigérie (2000)
- Exchange of Our Treasures (Skupinová výstava) v UNESCO, Troyes, Francie (1996/97)
- Mír na Zemi / Save our Earth (Skupinová výstava) v Lions Group, Ilorin, Nigérie (1990)

## Ocenění
- 2007 – Hasselblad Masters, semifinalista
- 1996 – Umělecká soutěž UNESCO Exchange Our Treasures[14]